# Manuel López-Villaseñor y López-Cano
Manuel López-Villaseñor y López-Cano (Ciudad Real, 28 de junio de 1924 - Torrelodones (Madrid), 18 de abril de 1996) fue un pintor español.

## Biografía
Su infancia no fue fácil debido a una parálisis que le postró en la cama sin poder disfrutar de los juegos infantiles de la época. En su soledad, poco a poco, el dibujo fue convirtiéndose en su vida, lo que le llevó a conseguir en el año 1935 a los 11 años el primer premio extraordinario de la Asociación de la Prensa, en la Exposición de "Arte Infantil Manchego".
Acabada la Guerra Civil realiza los estudios de Bachiller; fue alumno de los profesores Manuel Mendía y Jerónimo Luna en Dibujo Artístico y de Jerónimo López-Salazar Martínez en Modelado y Vaciado en la Escuela de Artes de Ciudad Real, y, pensionado por la Diputación de esta provincia, se traslada a Madrid en 1942, iniciando sus estudios en la Real Academia de Bellas Artes de San Fernando. En esta época comenzó a recibir numerosos premios, como el primero de la Exposición de Valdepeñas en 1945 y los de Molina Higuera y el Carmen del Río de la Real Academia de Bellas Artes.
Seis años más tarde expone, por vez primera, en Ciudad Real y en la Sala "Macarrón", de Madrid; toma parte en los Concursos Nacionales de Pintura. En 1949 gana por oposición, la Pensión de Roma (hecho que le marcará profundamente), se traslada a Italia y toma su primer contacto con la pintura de los fresquistas del trecento italiano, especialmente Masaccio, en lo que atañe a los volúmenes limpios, y Piero della Francesca en la proyección de la luz; también descubre las pinturas murales de Pompeya. En 1950 concurre a la Bienal de Venecia, a la "Mostra delle Accademie", en Roma, y a la Selectiva de artistas españoles en la Sala "Feria", de Roma y Nápoles. 
En 1951 es premiado en la I Bienal Hispano-Americana de Arte, y figura en la selección de esta en Barcelona. Viaja por Inglaterra, Francia, Bélgica y Holanda. Por su cuadro El cuerpo del mártir obtiene Primera Medalla de Oro en la Exposición Nacional de Bellas Artes en 1952, y, en el mismo año, el primer premio de la Exposición Internacional de Agrigento (Italia). Expone en Mesina (Italia) con un grupo internacional de artistas seleccionados por el E. N. I. T., y al año siguiente regresa a España, estableciendo su residencia en Madrid, desde donde viaja a otros puntos para pintar. En general, en las décadas de los cincuenta y los sesenta recibe el influjo de Daniel Vázquez Díaz, viaja mucho y se interesa por las vanguardias. 

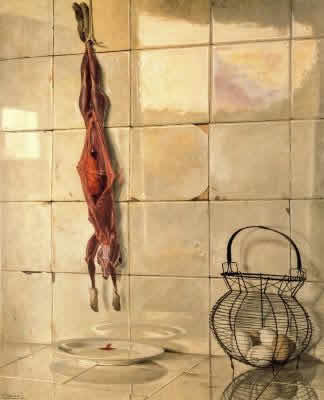
Conejo Desollado.

En 1954 obtiene premio del Ministerio de Información y Turismo, en Sevilla, el "Molino de Oro" en la Exposición Regional de Valdepeñas, por el mural Homenaje a Iberia y expone en Zaragoza y Bilbao, pinta el mural de la Basílica de Atocha, en Madrid, e inicia las pinturas murales de la Diputación de Zaragoza, en que representa la historia de Aragón. En el año siguiente termina estos murales, obtiene el I Premio "Ibarra"; expone en los Salones de la Dirección General de Bellas Artes en Madrid, decora el trasatlántico Cabo de San Roque y es premiado en el Salón de Otoño, de Sevilla, por el cuadro Multiplicación de los panes y los peces.
En 1956 recibe el premio Valdés Leal y es nombrado académico correspondiente de la Real Academia de Bellas Artes de San Fernando y en 1958, obtiene el premio "Fundación Rodríguez Acosta" y en Zaragoza la primera medalla de Arte Sacro con la obra La duda de Santo Tomás. Entre los dos últimos años citados expone en la IV Bienal Internacional de Tokio; en el Pabellón Español de la Bienal de Venecia, y en la Exposición circulante "Ibarra"; realiza otra exposición de los murales para el trasatlántico "Cabo de Hornos", en la Sociedad de Amigos del Arte de Madrid, y participa en la Exposición de Artistas Manchegos, celebrada en el Museo de Arte Moderno; en la Exposición Antológica de Pintura Española del Fomento de las Artes, y en la "Biennale Internazionale del Bianco e Nero", de Lugano (Suiza). 
En 1959 fue nombrado catedrático de Pintura Mural y Procedimientos Pictóricos en la Facultad de Bellas Artes de Madrid, cargo en el que estuvo hasta su jubilación. En 1965 recibe el Gran Premio de la V Bienal del Mediterráneo en Alejandría (Egipto) y en 1985 el Premio Pablo Iglesias, entre otros. En 1971 fue nombrado hijo predilecto de Ciudad Real y desde 1982 fue miembro del Instituto de Estudios Manchegos, dependiente del CSIC.
A partir del año 90 desarrolla gran actividad con las Antológicas en Castilla-La Mancha, Madrid, Sevilla y Barcelona, habiéndose escrito varios libros y monografías sobre su vida y obras.

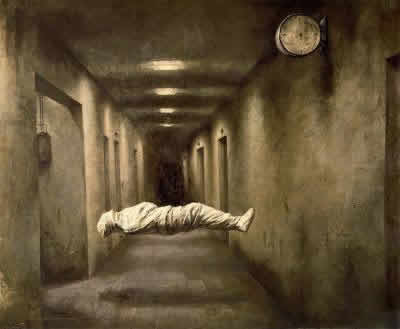
El Corredor.

Los tres herederos del pintor ciudadrealeño Manuel López-Villaseñor, donaron al Ayuntamiento de Ciudad Real un total de 162 obras, trabajos que se incorporaron al museo que lleva el nombre del artista en la capital de la provincia. Estas obras, estaban cedidas en depósito y fueron entregadas por la familia cuando se acabaron las obras de la segunda parte de la pinacoteca, a principios de 2001. Con esta aportación se logra que Ciudad Real albergue la mayor parte de la obra de López Villaseñor, con cerca de 400 de las más de 700 que realizó a lo largo de su vida. Asimismo, han pasado a ser propiedad municipal diversos enseres y objetos del pintor, como algunos trípodes y caballetes, para lo que se adaptará una nueva sala en el museo en la que también se podrá contemplar la obra póstuma inacabada del autor ciudadrealeño.Existe asimismo una Colección Privada denominada según el coleccionista Jakob Alfred Eggers Colección Manuel López Villaseñor

## Obra
Del artículo de José Javier Manzanera: "El Arte Escondido" se extrae el siguiente texto:
" (Villaseñor) Partió del realismo de sus primeros lienzos juveniles para deconstruir casi de inmediato lo Real en un siempre proteico atanor desde el que se manifiestan sucesivas fases pictóricas sorprendentes y cada cual más poderosa; desde el esencialismo icónico extraído como por destilación en su personal descubrimiento de los arcanos herméticos del Quattrocento italiano (Mantegna, Uccello, Piero della Francesca...), y que después iberizó, influyendo en toda una generación de jóvenes pintores españoles (“Lo que Villaseñor había traído de Italia era lo que verdaderamente nos interesaba”, llegó a afirmar el propio Antonio López), pasando luego por un enérgico substancialismo matérico en el que raya la abstracción polemizando esta vez con Tàpies, o por el tenebrismo existencial de sus dantescos Muros en los que polemiza ya sólo consigo mismo, e implacablemente a solas con la condición humana. Cuando este atanor, tras tan drásticos cocimientos, finalmente se sublima, y sólo entonces, se produce el milagro interior de una Realidad reintegrada. Del realismo a la Realidad: periplo completo; pictórico regreso a Ítaca. Piedra Filosofal. No es de extrañar que para críticos tan bien informados –y tan poco influenciables por las presiones políticas o financieras –, como lo fue Antonio Manuel Campoy (autor entre otras obras del ya hoy clásico “Diccionario Crítico del Arte Español Contemporáneo”) resultase necesario el levantar aquel acta notarial que nunca ya ha de olvidar nuestra Historia del Arte: “Fue Villaseñor el máximo orientador del nuevo realismo español. Cuando Villaseñor proponía el nuevo realismo, otros pintores, ahora tenidos por los capos del realismo, lo que hacían era hiperrealismo a la americana. Porque un cardo de Sánchez Cotán, un cacharro de Zurbarán, o un membrillo de Villaseñor, son exactamente, más reales y ciertos que sus fotografías. Pintura metafísica la de Villaseñor. Uno de nuestros pocos pintores”".